# Accadde a Lisbona
Accadde a Lisbona è una miniserie televisiva italiana del 1974, diretta da Daniele D'Anza, su sceneggiatura dello stesso regista e di Luigi Lunari.
Protagonista è Paolo Stoppa nel ruolo del truffatore Arturo Virgilio Alves Reis. Del cast fanno parte Maria Fiore, Paolo Ferrari, Alessandro Sperlì, Enzo Tarascio, Vittorio Sanipoli, Walter Maestosi, Ottavio Fanfani.
All'inizio di ciascuna puntata viene presentata una breve introduzione, girata in esterno in diversi punti del centro monumentale di Lisbona, nella quale Paolo Stoppa spiega il contesto della vicenda e riassume le puntate precedenti.

## Trama
Lisbona, 1924: l'abile truffatore Arturo Virgilio Alves Reis si convince del fatto che tentare di stampare banconote false sia troppo pericoloso ed elabora un piano per produrre una serie di documenti falsi della Banca del Portogallo che gli consentano di ottenere la regolare stampa di un ingente quantitativo di banconote, in tutto e per tutto identiche a quelle vere in quanto prodotte dalla stessa ditta londinese incaricata delle funzioni di zecca per il governo portoghese.
Inizialmente il clamoroso raggiro ha successo ed Alves Reis e i suoi complici riescono ad accumulare enormi somme di denaro arrivando a fondare una propria banca, ma alla fine le indagini della polizia su denuncia di un impiegato di Alves Reis porteranno alla scoperta della truffa.

## Curiosità
Il personaggio di Alves Reis, interpretato da Paolo Stoppa, che all' epoca aveva 68 anni, viene rappresentato come un uomo quantomeno maturo; in realtà aveva solo 29 anni all'epoca della truffa, nel 1925, e morì nel 1955 a 59 anni.

## Soggetto
Lo sceneggiato è ispirato allo scandalo della Banca del Portogallo, vicenda realmente accaduta nel 1925, una delle più clamorose truffe mai perpetrate ai danni di un istituto di credito.
Lo sceneggiato ripercorre molto fedelmente la vicenda realmente accaduta, in tutti i suoi particolari. L'unico elemento nel quale si discosta dalla realtà dei fatti è probabilmente nell'età del protagonista: al momento della realizzazione della truffa Alves Reis aveva meno di 30 anni, mentre all'epoca dello sceneggiato Paolo Stoppa, che lo interpretava, ne aveva quasi 70.